# EA Sports UFC 5
EA Sports UFC 5 est un jeu vidéo de combat (Ultimate Fighting Championship) développé par EA Vancouver et édité par Electronic Arts, sorti le 27 octobre 2023 sur PlayStation 5 et Xbox Series.